# محوطه ژیردی
محوطه ژیردی مربوط به عصر برنز است و در شهرستان سلسله (الشتر)، بخش فیروزآباد، دهستان فیروزآباد، روستای پشت تنگ فیروزآباد واقع شده و این اثر در تاریخ ۳۰ بهمن ۱۳۸۶ با شمارهٔ ثبت ۲۱۱۲۱ به‌عنوان یکی از آثار ملی ایران به ثبت رسیده است.